# NGC 3736
NGC 3736 је спирална галаксија у сазвежђу Змај која се налази на NGC листи објеката дубоког неба.
Деклинација објекта је + 73° 27' 9" а ректасцензија 11h 35m 41,7s. Привидна величина (магнитуда) објекта NGC 3736 износи 14,9 а фотографска магнитуда 15,8. NGC 3736 је још познат и под ознакама UGC 6560, MCG 12-11-35, CGCG 334-41, KARA 488, NPM1G +73.0073, PGC 35835.